# 日曜囲碁対局
『日曜囲碁対局』（にちよういごたいきょく）は1968年10月6日から2003年3月30日まで、テレビ東京（1981年9月30日まで東京12チャンネル）などで放送された囲碁のテレビ棋戦番組である。将棋のテレビ将棋対局とともに長年にわたり視聴者に親しまれた。

## 概要
1968年10月6日、民放初となるテレビ棋戦「早碁選手権戦」の第1回大会開催とともに開始されたもので、一手20秒という早碁戦の完全中継。日本棋院・関西棋院所属の棋士による早碁の熱戦を展開した。翌1969年からは若手棋士による大会「新鋭トーナメント戦」も開催され、これを半年間交互に開催してきた。最末期は1局を2週に分けて放送されていた。
2002年に日本航空協賛の鶴聖戦・女流鶴聖戦と大会を統合した際、「スーパー早碁」として発展解消された。

## 放送時間
いずれもテレビ東京の時間帯とする（出典：）。
| 放送期間   | 放送期間   | 放送時間（日本時間）     | 備考       |
| ---------- | ---------- | ------------------------ | ---------- |
| 1968.10.06 | 1978.10.01 | 日曜 8:00 - 9:00（60分） |            |
| 1978.10.08 | 1983.12.25 | 日曜 8:00 - 8:54（54分） | [ 注釈 1 ] |
| 1984.01.08 | 1985.09.29 | 日曜 8:00 - 9:00（60分） |            |
| 1985.10.06 | 1986.03.30 | 日曜 7:30 - 8:30（60分） |            |
| 1986.04.06 | 1990.09.30 | 日曜 7:15 - 8:00（45分） |            |
| 1990.10.07 | 2001.03.25 | 日曜 6:00 - 6:45（45分） |            |
| 2001.04.01 | 2002.09.29 | 日曜 6:00 - 6:30（30分） |            |
| 2002.10.06 | 2003.03.30 | 日曜 5:45 - 6:15（30分） |            |

## 放送局
特筆の無い限り全て同時ネット。
- テレビ東京（製作局）
- テレビ北海道（1989年10月8日より放送開始[注釈 2]。1999年3月28日で打ち切り[5]）